# Шадрина, Ирина Михайловна
Ирина Михайловна Шадрина (род. 13 мая 1960, Харьков) — российский педагог и управленец, доктор педагогических наук, доцент, ректор Мурманского арктического государственного университета (2019—2023) и Мурманского арктического университета (2023—2025).

## Биография
Родилась 13 мая 1960 года в Харькове, Украинская ССР. В 1977—1981 годах обучалась в Мурманском государственном педагогическом институте (МГПИ, ныне — Мурманский арктический университет) по специальности «Педагогика и методика начального обучения».
С 1981 года работает в МГПИ: с 1989 — ассистентка, с 1995 — старшая преподавательница, с 2000 года — доцентка, с 2001 года — заведующая кафедрой, в 2003—2009 годах — декан факультета технологии и дизайна.
В 1990 году окончила Санкт-Петербургский государственный университет. В 1999 год окончила аспирантуру Московского государственного открытого университета и защитила кандидатскую диссертацию. В 2002 году получила учёное звание доцента.
В 2009—2013 годах являлась проректором по инновациям и перспективному развитию МГПИ, в 2013—2019 годах — первым проректором.
В 2015 году окончила докторантуру Самарского государственного социально-педагогического университета. В 2016 году защитила диссертацию и получила учёную степень доктора педагогических наук.
В 2019 году была назначена врио ректора Мурманского арктического государственного университета (МАГУ, бывший МГПИ), в 2020 году была избрана ректором МАГУ. В 2024 году была назначена ректором Мурманского арктического университета, образованного объединением МАГУ с Мурманским государственным техническим университетом, но уже в июне 2025 покинула должность по собственному желанию.
Является членом президиума Регионального совета сторонников партии «Единая Россия».

## Научная деятельность
Является автором более 80 научных и учебно-методических статей, в том числе 53 статей в РИНЦ, 20 статей в журналах из списка ВАК, 4 статей в Scopus и статей в Web of Science. Индекс Хирша по РИНЦ — 5, по ядру РИНЦ — 1.
Автор двух монографий: «Нравственная культура учителя: вопросы теории» (2011) и «Теоретические основы формирования нравственной культуры будущего учителя» (2015).

## Награды и признание
- Почётный работник высшего профессионального образования Российской Федерации[1].